# Улица Георгия Тарасенко
Улица Георгия Тарасенко (укр. Вулиця Георгія Тарасенка) — крупная улица города Харькова. Находится в Слободском районе. Названа в 2023 году в честь Героя Украины Тарасенко Г. А. (ранее — Плехановская улица).

## История
В 1850-х улицу называли Петинская. В 1890-х появилась железнодорожная линия на Балашовку. В 1906 году по улице прошёл трамвай. Крупнейшим предприятием на Петинской улице был паровозостроительный завод Русского паровозостроительного и механического акционерного общества (РПиМО). В конце улицы рабочие в 1935 году разбили Парк культуры и отдыха имени Артёма. В 1925 году началось строительство стадиона «Металлист» (архитектор Пермиловский). В 1930 году началось строительство нового здания кинотеатра «Рот фронт». В 1975 году на Плехановской улице открылись две станции метрополитена Свердловско-Заводской линии.

## Учреждения и заводы
Кроме нынешнего гиганта Завода имени Малышева, на улице расположен завод холодильных машин. Также на улице Георгия Тарасенко располагается дом культуры завода им. Малышева. На улице до недавнего времени располагался двухзальный кинотеатр «Родина», построенный на месте разрушенного кинотеатра «Рот фронт». Из общеобразовательных учреждений имеются машиностроительный и электромеханический техникумы, средние школы. Из административных зданий имеется Слободской районный совет.

## Транспорт
На улице расположены выходы из трёх станций Харьковского метрополитена («Спортивная» и «Завод им. Малышева» Холодногорско-Заводской линии и «Метростроителей» Алексеевской линии). По улице Георгия Тарасенко курсируют 5-й и 8-й маршруты трамвая, а также автобусные маршруты. С железнодорожной станции Харьков-Балашовский можно уехать в сторону Люботина, Золочева или Мерчика.

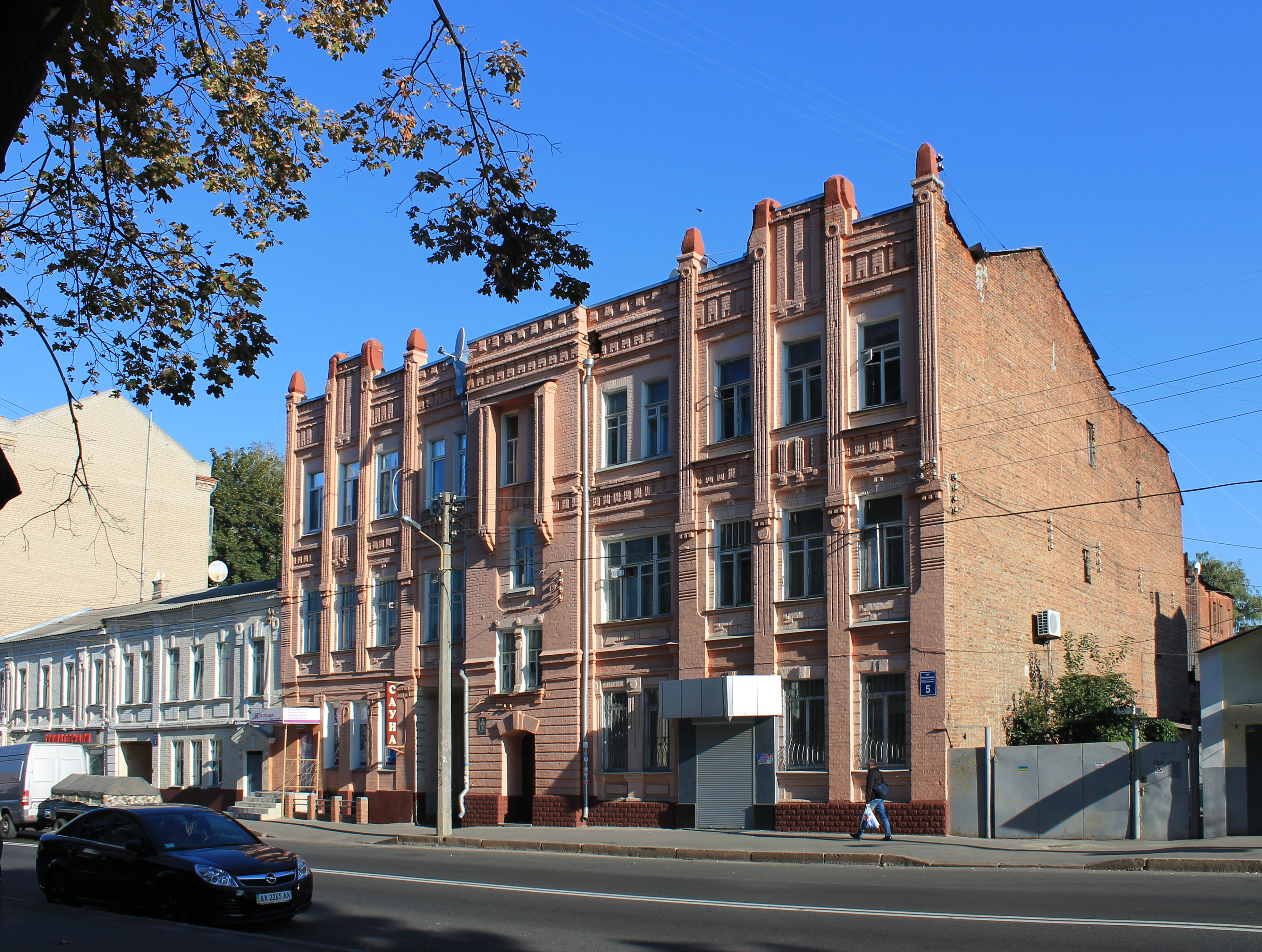
Жилой дом 1913 года

## Достопримечательности
На улице сохранилось много интересных архитектурных объектов — от мало кому известного здания ремесленного училища (Георгия Тарасенко, 4, архитектор С. И. Загоскин) — до знакомого каждому харьковчанину стадиона Металлист, в 1930-е годы — одного из самых крупных стадионов в СССР. До революции Дом культуры «Металлист» был самым большим в мире рабочим клубом.